# 四平省
四平省（しへい-しょう）は満洲国にかつて存在した省。現在の遼寧省北部及び吉林省南部に相当する。

## 歴史
1941年（康徳8年）7月1日、奉天省の四平街市、梨樹県、西安県、東豊県、西豊県、海竜県、開原県、昌図県、双遼県及び吉林省の長嶺県に新たに四平省が設置された。省公署は省成立と同時に四平街市より改名された四平市に設置された。

## 下部行政区画
満洲国崩壊直前の下部行政区画
- 四平市:四平省成立と同時に四平街市より改称された。
- 開原県
- 西豊県
- 東豊県
- 梨樹県
- 双遼県:1940年（康徳7年）5月に双山県と遼源県が合併し成立。
- 海竜県
- 西安県
- 長嶺県
- 昌図県

## 設置
1941年、満洲国政府により四平省が設置される。

## 廃止
1945年8月、満洲国の崩壊と共に自然消滅。

## 歴代省長
特記なき場合『世界諸国の制度・組織・人事 : 1840-2000』による。
- 徐家桓：1941年7月1日 - 1943年4月1日
- 曲秉善：1943年4月1日 - （終戦）